# تون بيراك
بندهارا بادوكا راجا تون بيراك (توفي عام 1498) خامس وأشهر يندهارا في تاريخ سلطنة ملقا، والبندهارا منصب تاريخي في دول الملايو يشابه رئيس الوزراء. خدم تحت أربعة سلاطين (السلطان مظفر شاه، والسلطان منصور شاه، والسلطان علاء الدين ريات شاه، والسلطان محمود شاه)، من 1456 إلى 1498. قاد جيش ملقا إلى النصر بهزيمة الغزاة السياميين. ونتيجة لذلك أصبح بندهارا في عام 1456.
كان تون بيراك نجل أول بندهارا في ملقا سري واك راجا تون بيرباتيه بيسار. في عام 1445، أصبح ممثلاً لمدينة ملقا في كلاغ. ثم أصبح تون بيراك بندهارا عام 1456 بعد أن قلب الهجوم السيامي على ملقا، وأوقف غزوًا سياميًا آخر عام 1456 أيضًا. كان لتون بيراك أيضا دور فعال في السيطرة على فهغ، وترغكانو، وجوهر، ورياو، ولينقا، وروكان، وسياك، وكامبار، وجمبي، وإندراجيري وآرو. حيث اعتنق حكام هذه الحكومات الإسلام بسبب نفوذ سلطنة ملقا. كان تون بيراك مخلصًا تجاه سلطنة ملقا. حتى عندما قُتل ابنه تون بيسار على يد راجا محمد بن السلطان محمود شاه بسبب سوء تفاهم، لم يسعَ للانتقام من السلطان.:246
توفي عام 1498 وحل محله شقيقه الأصغر تون بوتيه. وكان موته بداية عصر سقوط سلطنة ملقا.